# Oberseitsee
Oberseitsee är en sjö i Österrike.   Den ligger i förbundslandet Tyrolen, i den centrala delen av landet, 300 km väster om huvudstaden Wien. Oberseitsee ligger 2 570 meter över havet.
Trakten runt Oberseitsee består i huvudsak av alpin tundra. Runt Oberseitsee är det ganska glesbefolkat, med 26 invånare per kvadratkilometer.